# Platymantis
Platymantis es un género de anuros de la familia Ceratobatrachidae. Se distribuyen por las islas Filipinas.

## Especies
Se reconocen las 31 siguientes según ASW:
- Platymantis banahao Brown, Alcala, Diesmos & Alcala, 1997
- Platymantis bayani Siler, Alcala, Diesmos & Brown, 2009
- Platymantis biak Siler, Diesmos, Linkem, Diesmos & Brown, 2010
- Platymantis cagayanensis Brown, Alcala & Diesmos, 1999
- Platymantis cornutus (Taylor, 1922)
- Platymantis corrugatus (Duméril, 1853)
- Platymantis diesmosi Brown & Gonzalez, 2007
- Platymantis dorsalis (Duméril, 1853)
- Platymantis guentheri (Boulenger, 1882)
- Platymantis hazelae (Taylor, 1920)
- Platymantis indeprensus Brown, Alcala & Diesmos, 1999
- Platymantis insulatus Brown & Alcala, 1970
- Platymantis isarog Brown, Brown, Alcala & Frost, 1997
- Platymantis lawtoni Brown & Alcala, 1974
- Platymantis levigatus Brown & Alcala, 1974
- Platymantis luzonensis Brown, Alcala, Diesmos & Alcala, 1997
- Platymantis mimulus Brown, Alcala & Diesmos, 1997
- Platymantis montanus (Taylor, 1922)
- Platymantis naomii Alcala, Brown & Diesmos, 1998
- Platymantis negrosensis Brown, Alcala, Diesmos & Alcala, 1997
- Platymantis paengi Siler, Linkem, Diesmos & Alcala, 2007
- Platymantis panayensis Brown, Brown & Alcala, 1997
- Platymantis polillensis (Taylor, 1922)
- Platymantis pseudodorsalis Brown, Alcala & Diesmos, 1999
- Platymantis pygmaeus Alcala, Brown & Diesmos, 1998
- Platymantis quezoni[2] Brown, De Layola, Lorenzo, Diesmos & Diesmos, 2015
- Platymantis rabori Brown, Alcala, Diesmos & Alcala, 1997
- Platymantis rhipiphalca[3]
- Platymantis sierramadrensis Brown, Alcala, Ong & Diesmos, 1999
- Platymantis spelaeus Brown & Alcala, 1982
- Platymantis subterrestris (Taylor, 1922)
- Platymantis taylori Brown, Alcala & Diesmos, 1999